# Шигелоза
Шигелоза је инфекција црева узрокована бактеријом шигела. Симптоми обично почињу један до два дана након излагања и укључују дијареју, грозницу, бол у стомаку и осјећај потребе за столицом чак и када су цријева празна. Дијареја може бити крвава. Симптоми обично трају пет до седам дана и може проћи неколико месеци пре него што се навике црева у потпуности врате у нормалу. Компликације могу укључивати реактивни артритис, сепсу, нападе и хемолитичко-уремијски синдром.
Шигелозу изазивају четири специфичне врсте шигела. Они се обично шире излагањем зараженом фецесу. Ово се може десити преко контаминиране хране, воде, руку или сексуалног контакта. Контаминацију могу пренети муве или приликом мењања пелена (пелена). Дијагноза се поставља на основу културе столице.
Ризик од инфекције се може смањити правилним прањем руку. Не постоји вакцина. Шигелоза се обично повлачи без специфичног лијечења. Препоручују се одмор и довољна количина течности на уста. Bizmut subsalicilat може помоћи код симптома; међутим, лијекови који успоравају рад цријева као што је Loperamid се не препоручују. У тешким случајевима могу се користити антибиотици, али је отпорност честа. Често коришћени антибиотици укључују ципрофлоксацин и азитромицин.
Извјештај Свјетске здравствене организације из 2005. године процјењује да се шигелоза јавља код најмање 80 милиона људи и да резултира око 700.000 смртних случајева годишње широм свијета. Већина случајева се јавља у земљама у развоју. Мала дјеца су најчешће погођена. Избијања болести могу се јавити у установама за бригу о дјеци и школама. Такође је релативно чест међу путницима. У Сједињеним Државама годишње се јавља око пола милиона случајева.

## Симптоми
Знаци и симптоми могу да варирају од благе нелагодности у стомаку до тешке дизентерије коју карактеришу грчеви, дијареја, са љигавом столицом, грозница, крв, гној или слуз у столици или тенезми. Вријеме почетка је 12 до 96 сати, а опоравак траје 5 до 7 дана. Најчешћи неуролошки симптом укључује нападе.

## Узрок

#### Бактерија
Шигелоза је узрокована бактеријском инфекцијом шигелом, бактеријом која је генетски слична и некада је била класификована као Ешерихија коли. Постоје три серогрупе и један серотип Shigella:
- Shigella flexneri
- Shigella boydii
- Shigella dysenteriae и
- Shigella sonnei (серотип)[1]

Вјероватноћа да се зарази било којим сојем Shigella варира широм свијета. На примјер, Shigella sonnei је најчешћа у Сједињеним Америчким Државама, док су Shigella boydii и Shigella dysenteriae тамо ријетке.

#### Ширење обољења
Шигела се преноси фекално-оралним путем од особа заражених болешћу, без обзира да ли испољавају симптоме или не. Дуготрајни носиоци бактерија су ријетки. Бактерије могу да заразе не само људе већ и друге примате.

## Механизам
Након гутања, бактерије пролазе кроз гастроинтестинални тракт док не дођу до танког цријева. Тамо почињу да се размножавају све док не стигну до дебелог цријева. У дебелом цријеву, бактерије изазивају повреде ћелија и почетне фазе шигелозе преко два главна механизма: директне инвазије епителних ћелија у дебелом цријеву и производње ентеротоксина 1 и ентеротоксина 2.
За разлику од других бактерија, шигелу не уништава желудачна киселина. Као резултат, потребно је само 10 до 200 ћелија да изазову инфекцију. Ова инфективна доза је неколико редова величине мања од оне других врста бактерија (нпр., колера, коју изазива бактерија Vibrio cholerae, има инфективну дозу између 108 и 1011 ћелија).

## Дијагноза
Дијагноза шигелозе се поставља изоловањем организма из фекалних култура дијареје. Врсте шигела су негативне на покретљивост и генерално нису ферментори лактозе, али S. sonnei може ферментисати лактозу.

## Превенција
Могу се предузети једноставне мјере предострожности да бисте спречили добијање шигелозе: прање руку прије руковања храном и темељно кување хране прије јела. Примарне методе превенције су побољшане санитарне услове и лична хигијена и хигијена хране, али јефтина и ефикасна вакцина би допунила ове методе.
Пошто се шигелоза веома брзо шири међу дјецом, држање заражене деце ван вртића 24 сата након нестанка симптома ће смањити појаву шигелозе у вртићима.

#### Вакцинација
Тренутно не постоји лиценцирана вакцина која циља на Shigella. Неколико кандидата за вакцину против Схигелла је у различитим фазама развоја укључујући живе атенуиране, коњуговане, рибозомалне и протеосомске вакцине. Шигела је дугогодишњи циљ Светске здравствене организације за развој вакцине, а оштар пад стопе дијареје/дизентерије специфичних за узраст за овај патоген указује на то да се природни имунитет развија након излагања; стога би вакцинација за превенцију болести требало да буде изводљива. Врсте шигела су отпорне на многе антибиотике, па је вакцинација важан део стратегије за смањење морбидитета и морталитета.

## Лијечење
Лијечење се углавном састоји од замене течности и соли изгубљених због дијареје. Замена путем уста је задовољавајућа за већину људи, али неки ће можда морати да примају течност интравенозно. Лијекови против дијареје (као што су дифеноксилат или лоперамид) могу да продуже инфекцију и не би требало да се користи.

#### Антибиотици
Антибиотике треба користити само у тешким случајевима или за одређене популације са благим симптомима (старији, имунокомпромитовани, радници у прехрамбеној индустрији, радници за бригу о дјеци). За дијареју повезану са Shigella, антибиотици скраћују дужину инфекције, али се обично избегавају у благим случајевима јер многи сојеви Shigella постају отпорни на уобичајене антибиотике. Штавише, ефикасни лијекови су често у недостатку у земљама у развоју, које носе већину терета болести од шигела. Средства против дијареје могу погоршати болест и треба их избјегавати.
У већини случајева, болест се повлачи у року од четири до осам дана без антибиотика. Тешке инфекције могу трајати три до шест недеља. Антибиотици, као што су Trimetoprim/sulfametoksazol, Ciprofloksacin, могу се давати када је особа веома млада или веома стара, када је болест озбиљна или када је ризик од ширења инфекције на друге људе висок. Поред тога, Ампицилин (али не и амоксицилин) је раније био ефикасан у лијечењу ове болести, али је сада први избор лијека Pivmecilinam.

## Епидемиологија
Не постоји довољно података, али се процјењује да је узроковало смрт 34.000 дјеце млађе од пет година у 2013. години и 40.000 смртних случајева код људи старијих од пет година. Шигела такође узрокује око 580.000 случајева годишње међу путницима и војним особљем из индустријализованих земаља.
Процјењује се да се годишње у Сједињеним Америчким Државама јавља 500.000 случајева шигелозе. Одојчад, старије особе и критично болесни подложни су најтежим симптомима болести, али сви људи су подложни у одређеном степену. Појединци са синдромом стечене имунодефицијенције (АИДС) су чешће заражени шигелом. Шигелоза је чешће и обилније стање у земљи у развоју; Стопа смрти од епидемије шигелозе у земљи у развоју може бити 5–15%.
Ортодоксне јеврејске заједнице (ОЈЗ) су позната ризична група за шигелозу; Shigella sonnei је циклично епидемија у овим заједницама у Израелу, са спорадичним избијањем на другим местима у овим заједницама. „Кроз филогенетску и геномску анализу, показали смо да се сојеви из епидемија у ОЈЗ-има изван Израела разликују од сојева у општој популацији и да се односе на једну подлозу Shigella sonnei отпорну на више лијекова која преовладава у Израелу. Даља Bayesian phylogenetic analysis је показала да овај сој се појавио прије отприлике 30 година, показујући брзину којом се патогени отпорни на антимикробне лијекове могу широко ширити кроз географски дисперзоване, али међународно повезане заједнице."